# Call of Cthulhu: Dark Corners of the Earth
Call of Cthulhu: Dark Corners of the Earth — компьютерная игра в жанре survival horror, разработанная Headfirst Productions и изданная Bethesda Softworks и 2K Games. Создана по мотивам творчества Говарда Филлипса Лавкрафта. Только английская и русская ПК-версии игры имеют полный дубляж (аудио, субтитры, интерфейс), итальянская, французская и немецкая версии ограничены субтитрами и интерфейсом.

## Игровой процесс
Действие игры происходит во вселенной мифов Ктулху. Как утверждается в советах по игре, главный персонаж — детектив, а не солдат, поэтому должен побеждать врагов не силой, а хитростью, используя скрытность и элементы обстановки. Боевые эпизоды перемежаются с квестовыми (починка оборудования, открытие запертых дверей и т. п.).
В игре отсутствует HUD, то есть на экране отображается только то, что видит герой (никакого индикатора здоровья, прицела или количества патронов).
«Система душевного здоровья», заключается в том, что в стрессовых ситуациях и при виде ужасающих сцен психика героя начинает давать сбои. Вероятными проявлениями этого являются зрительные и слуховые галлюцинации, нарушения зрения, замедление восприятия и тому подобное. Существенная потеря здравомыслия приводит к концу игры (так как герой бесповоротно сходит с ума либо совершает самоубийство).
В игре показатель здоровья не виден игроку. На этот показатель влияют лёгкие и тяжёлые ранения, переломы и отравления. Ранения ведут к потере крови и, как следствие, к ухудшению общего состояния; если лёгкие ранения могут пройти сами по себе, тяжёлые следует обрабатывать как можно скорее. Перелом ноги уменьшает скорость ходьбы; переломы обеих ног уменьшают её ещё сильнее; переломы рук сильно влияют на точность стрельбы. Каждый вид повреждения лечится особым образом: ранения — бинтами и швами, переломы — наложением шины, отравление — противоядием. Воздействовать на общее самочувствие непосредственно нельзя, оно само ухудшается или улучшается в зависимости от наличия или отсутствия кровотечений.
Состояние героя, как физическое, так и психическое, можно оценить по тому, как часто он дышит, насколько сильное и частое у него сердцебиение, не блекнут ли цвета и не плывёт ли мир перед глазами.
В игре отсутствует возможность обычного сохранения. Вместо этого используются чекпойнты и автосохранения при загрузке новой карты. Чекпойнты имеют две формы: пометки в виде пылающего глаза используются только для сохранения, а пометки, в которых такой же глаз окружён пентаграммой, вдобавок отпугивают врагов.
Игрок не всегда смотрит глазами главного героя и не всегда управляет им. Временами игроку даётся возможность посмотреть глазами своих врагов (это объясняется телепатическими способностями героя). Игра не использует видеовставок, но имеются сюжетные перемычки, выполненные на движке игры, во время которых управление отключается. Такие сюжетные перемычки сделаны в стиле старой киноплёнки, с характерными пятнами и полосками.

## Сюжет
Странный дом

Главный герой — детектив Джек Уолтерс — 6 сентября 1915 года выполняет задание в загадочном доме в Бостоне. Дом населён членами таинственного Братства Йит. Пробравшись в подвал здания, детектив запускает странное устройство, которое открывает врата в неведомый мир. Увиденное столь сильно шокирует героя, что он попадает в Аркхемский сумасшедший дом. В 1921 году Уолтерс обнаруживает, что совершенно не помнит, что он делал последние шесть лет, однако ясно, что часть этого времени он посвятил изучению оккультных книг (например, легендарной «Von unausschprechlichen Kulten» фон Юнтца).
Иннсмут

6 февраля 1922 года Джек Уолтерс, ставший частным детективом, получает задание выяснить обстоятельства ограбления магазина в старом портовом городе Иннсмуте. После ограбления пропал приказчик магазина, Брайан Бёрнам. Приехав в Иннсмут, Уолтерс сталкивается с противодействием местной полиции. Сам город находится под контролем зловещего «Тайного Ордена Дагона». Детективу удаётся выяснить, что перед исчезновением Бёрнам планировал ограбление конкурировавшего магазина, чтобы на украденные деньги сбежать из города с местной девушкой Рут Биллингем. При дальнейшем расследовании Джек невольно становится причиной смерти маленькой девочки, Рамоны Уэйтс. Эта смерть давит на героя на протяжении всей игры, являясь причиной многочисленных галлюцинаций. Расспросы Уолтерса привлекают внимание Ордена, и Джек вынужден спасаться бегством. Чудом он добирается до городской тюрьмы, где, как он разузнал, содержится будто бы пропавший Брайан, которого Орден намерен принести в жертву. Вызволив Брайана из тюрьмы и обзаведясь, наконец, оружием, Уолтерс отправляется на поиски Рут, так как её увлечение Брайаном также навлекло гнев Ордена. Вместе все трое бегут из города на угнанном грузовике, но до моста добирается только Джек — остальные погибают по дороге.
Фабрика Маршей

У моста Джека подбирают агенты бюро расследований. Новый глава бюро (в 1936 году переименуют в ФБР) Эдгар Гувер лично руководит рейдом на золотообрабатывающую фабрику семейства Марш, которая, по его мнению, производит куда больше золота, чем можно его добыть из закупаемой руды. Уолтерсу приходится присоединиться к рейду. Он даже спасает Гувера от верной смерти в руках сына хозяина фабрики, Джейкоба Марша. Однако погоня за Маршем оборачивается для Джека кошмаром — встречей с шогготом. Несколько раз избежав мучительной смерти, Уолтерс умудряется уничтожить чудовище мощным взрывом газа. Тем временем агенты Гувера минируют здание, и Джек еле успевает спастись от нового взрыва, который обрушивает всю фабрику.
Тайный Орден Дагона

Гувер вводит в Иннсмуте военное положение, но Орден держит оборону в своём неприступном здании — бывшей масонской ложе. Попытки взломать главные ворота привели к таинственной потере рассудка нападавших. Уолтерс присоединяется к группе солдат, пытающихся проникнуть в здание через старый потайной туннель. В этом туннеле Джек встречает кошмарную тварь (порождение Ктулху), которую удаётся уничтожить только с помощью огнемёта. Вызволив из местной тюрьмы пленного агента ФБР, Уолтерс несколько раз сталкивается с явлениями, которые невозможно объяснить рационально (например, с дверьми, которые открываются, только если прочитать перед ними молитву Дагону). Проникнув в святая святых Ордена, Уолтерс выдерживает неравную схватку с двумя колдунами, подручными Роберта Марша, брата Себастьяна. При погоне за Маршем туннель проваливается и Джек падает в воду.
Катер «Урания»

Детектива подбирают матросы военного катера «Урания», который следует на риф Дьявола по заданию, известному только капитану. Вскоре после спасения Уолтерса корабль попадает под атаку десятков, если не сотен, Глубоководных. Отбив нападение, команда попадает в новую переделку — страшную бурю, слишком внезапную и сильную, чтобы быть естественной. Несмотря на качку, Джек уничтожает вызвавших бурю колдунов на рифе Дьявола с помощью носового орудия «Урании». Один за одним матросы гибнут, пока Уолтерс не остаётся на палубе один на один с лично поднявшимся из моря Дагоном. Только носовое орудие способно убить чудовище. В предсмертных конвульсиях Дагон опрокидывает корабль, и волны выбрасывают детектива на риф Дьявола.
Риф Дьявола

Риф дьявола изобилует западнями и следами частых человеческих жертвоприношений. Здесь Джек окончательно понимает, что иннсмутская внешность — не что иное, как следствие скрещивания Глубоководных и людей. Уолтерс находит потайную пещеру с, казалось бы, бездонной дырой, из которой бьёт сильный восходящий поток воздуха, достаточно сильный, чтобы не дать человеку разбиться. Детектив прыгает в дыру и попадает в величественный подводный город.
Й’ха-нтлеи

Подводный город Й’ха-нтлеи подвергается торпедированию, но магическая защита делает его неуязвимым. Немного продвинувшись вглубь города, Джек попадает в плен, откуда бежит благодаря своей сообразительности. Позже Уолтерс встречается лицом к лицу с могущественным колдуном Робертом Маршем и убивает его, вооружённый одним только ножом. После долгих блужданий Джек находит и умудряется активировать устройство, открывающее телепортационные врата (такое же, как в начале игры), с помощью которого приобретает чрезвычайно мощное энергетическое оружие. Вскоре после этого Уолтерсу приходится сразиться с ещё одним кошмарным врагом — летучими полипами, живущими в огромной запечатанной пещере. Одним из последних испытаний становится встреча с самой Матерью Гидрой, заклинание которой и защищает город от торпед. После смерти Гидры город, более не защищённый, начинает обрушиваться, и Уолтерсу остаётся лишь добраться до ещё одних врат для телепортации на поверхность.
В последнем ролике на движке игры можно увидеть дальнейшие события. Оказалось, что встреча с неизведанным воскресила в памяти забытое. В итоге Джек Уолтерс сходит с ума, его снова помещают в психиатрическую клинику Аркхэма, где он успешно совершает самоубийство. Перед смертью Джек вспоминает, что его отец — инопланетянин из расы Йит (разум его отца был перемещён за несколько мгновений до его зачатия). При этом с 1915 по 1921 годы инопланетяне этой расы поменяли телами одного из своих посланников и Джека Уолтерса, оказавшегося на шесть лет в библиотеке Пнакотуса — обрывки воспоминаний игрок видит в ходе всей игры. Таким образом, протагонист был втянут в разгром Глубоководных, участвуя в секретной операции расы Йит.

## Отзывы критиков
| Сводный рейтинг       | Сводный рейтинг | Сводный рейтинг |
| Издание               | Оценка          | Оценка          |
| Издание               | PC              | Xbox            |
| --------------------- | --------------- | --------------- |
| GameRankings          | 77,58 %         | 77,58 %         |
| Metacritic            | 76/100          | 77/100          |
| Русскоязычные издания |                 |                 |
| Издание               | Оценка          | Оценка          |
| Издание               | PC              | Xbox            |
| «Игромания»           | 7,5/10          | N/A             |

Call of Cthulhu: Dark Corners of the Earth получила преимущественно положительные отзывы, согласно агрегатору рецензий Metacritic.

## Отмененные продолжения
Новая часть несостоявшейся серии была анонсирована уже во время разработки Call of Cthulhu: Dark Corners of the Earth 13 мая 2005 года компанией Hip Games. Действие игры должно было происходить в Иннсмуте через 80 лет после рейда правительства 1928 года, главные герои которого — Эмили и Джейкоб — исследуя руины города, обнаруживают сборище ужасных тварей, на деле являющимися изуродованными людьми. Геймплей отличается от первой игры, на этот раз — это шутер от третьего лица в стиле Resident Evil 4, но с функцией смены персонажа. Джейкоб хорошо стреляет и дерётся, а Эмили обладает сверхъестественными способностями (отгоняет от себя монстров). Некоторые локации можно пройти только совместными силами, используя спецспособности персонажей или акробатику.